# 킬러조
《킬러조》(영어: Killer Joe)는 2011년 공개된 미국의 남부 고딕 범죄 영화이다. 윌리엄 프리드킨이 연출하였다.
대한민국에서는 2013년 3월 7일에 개봉하였다.

## 줄거리
생명 보험금을 위해 엄마의 죽음을 바라는 가족. 엄마의 죽음을 위해 돈 대신 담보로 잡힌 매혹적인 여동생. 그리고 매혹적인 여동생을 위해 살인을 청부 받고 주변 모든 것을 파괴하는 킬러조까지. 한 치 앞을 내다 볼 수 없는 그들의 이야기.

## 출연
- 매슈 매코너헤이 - "킬러조" 쿠퍼 역
- 에밀 허시 - 크리스 스미스 역
- 주노 템플 - 도티 스미스 역
- 토머스 헤이든 처치 - 앤설 스미스 역
- 지나 거숀 - 샬라 스미스 역
- 마크 매콜리 - "디거" 솜스 역

## 이모저모
배우 조형기의 별명과 이 영화의 제목이 동일해서 대한민국 인터넷 리뷰란에는 이 영화에 대해 조형기가 나와서 류시원과 자동차 추격전을 벌인다는, 실제 내용과는 아무 상관없는 장난성 글이 가득했다.